# وینگستاپ
وینگستاپ (انگلیسی: Wingstop) شرکت رستوران‌های زنجیره‌ای آمریکایی است، که در سال ۱۹۹۴ تأسیس شد.